# Meniespecht
De meniespecht (Chrysophlegma miniaceum; synoniem: Picus miniaceus) is een vogel uit de familie Picidae (spechten).

## Verspreiding en leefgebied
Deze soort komt voor op Malakka, Sumatra, Borneo en Java en telt vier ondersoorten:
- C. m. perlutum: zuidelijk Myanmar en zuidwestelijk Thailand.
- C. m. malaccense: Malakka, Sumatra en Borneo.
- C. m. niasense: Nias (nabij noordwestelijk Sumatra).
- C. m. miniaceum: Java.